# Magnia Urbica

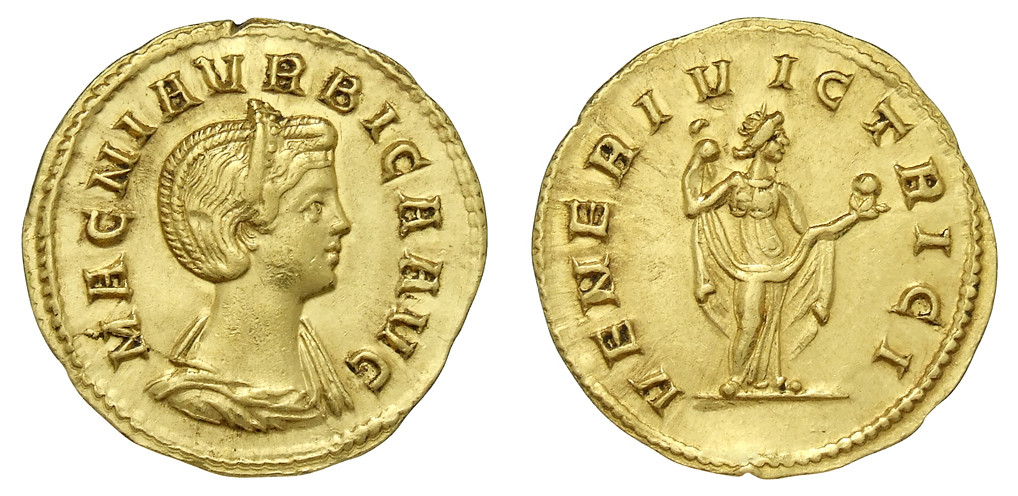
Goldmünze (Aureus) der Magnia Urbica mit dem Porträt der Kaiserin auf der Vorderseite und der „Venus victrix“, der „siegreichen Venus“ auf der Rückseite

Magnia Urbica war eine römische Kaiserin im 3. Jahrhundert n. Chr., die aber nicht in literarischen Quellen bezeugt, sondern nur von Münzen und Inschriften bekannt ist.
Im Sommer 283 heiratete sie den römischen Kaiser Carinus, der sich seit dem Tod seines Vaters Carus Ende Juli des Jahres mit seinem Bruder Numerian die Herrschaft über das römische Reich teilte. Das genaue Hochzeitsdatum ist nicht bekannt, die Forschungsmeinungen schwanken zwischen Ende Juni und Ende August. Auch der Ort der Heirat wird teils mit Ticinum, teils mit Rom angegeben. Nur möglich, aber nicht gesichert ist, dass Magnia Urbica die Mutter des Nigrinianus war, eines Sohnes des Carinus, der aber kurz nach seiner Geburt starb.
Für die Kaiserin wurden von 283 bis 285 verschiedene Münzen (Aurei und Antoniniane) mit ihrem Porträt und ihrem Namen als Legenden geprägt. Sie trägt darauf den Titel „mater castrorum, senatus ac patriae“ („Mutter der Heerlager, des Senates und des Vaterlandes“), der im 3. Jahrhundert die höchste mögliche Ehrung für die Frau eines Kaisers darstellte, aber nach Magnia Urbica kein einziges Mal mehr verwendet wurde. Über ihr Schicksal nach dem Tod des Carinus ist nichts bekannt, sie selbst verfiel jedoch wie die ganze kaiserliche Familie der damnatio memoriae („Ächtung des Andenkens“), auf Inschriften wurde ihr Name ausgemeißelt (eradiert).